# Я люблю неприємності (фільм)
«Я люблю неприємності» (англ. I Love Trouble) — романтична комедія, головні ролі в якій виконали Джулія Робертс та Нік Нолті. Режисером фільму став Чарльз Шайер.

## Сюжет
Головні герої — журналісти-конкуренти, які постійно ганяються за сенсаціями, наражаючись на неприємності.
Намагаючись позбутися один від одного в розслідуванні таємничої залізничної катастрофи, вони випадково натикаються на страшну правду, яка кидає їх в обійми страху і … в обійми один одного. Ніколи ще кохання не було таким небезпечним!

## У ролях
- Джулія Робертс — Сабріна Петерсон / Sabrina Peterson
- Нік Нолті — Пітер Брекетт / Peter Brackett
- Сол Рубінек — Сем Смотермен / Sam Smotherman
- Джеймс Ребхорн — Худий чоловік / The Thin Man
- Роберт Лоджа — Метт Грінфілд / Matt Greenfield
- Келлі Резерфорд — Кім / Kim
- Олімпія Дукакіс — Джинні / Jeannie
- Марша Мейсон — Сенатор Роббінс / Senator Robbins
- Юджин Леві — Мировий суддя / Justice of the Peace
- Чарльз Мартін Сміт — Рік Медвік / Rick Medwick
- Кларк Грегг — Дерріл Бікман мол.  / Darryl Beekman, Jr.
- Ліза Робертс Гіллан — подруга Кіма